# Declana griseata
Declana griseata är en fjärilsart som beskrevs av Hudson 1898. Declana griseata ingår i släktet Declana och familjen mätare. Inga underarter finns listade i Catalogue of Life.